# Mohamed Ben Ali (football)
Pour les articles homonymes, voir Mohamed Ben Ali et Ben Ali (homonymie).
Mohamed Ben Ali, né le 16 février 1995 à l'Ariana, est un footballeur tunisien évoluant au poste d'arrière droit.

## Biographie
Il participe à la coupe de la confédération en 2019 avec le Club sportif sfaxien.

## Palmarès
- Championnat de Tunisie (2) :
  - Vainqueur : 2024 et 2025
- Coupe de Tunisie (2) :
  - Vainqueur : 2019 et 2025
- Supercoupe de Tunisie (1) : 
  - Vainqueur : 2024